# Tomme piémontaise
La tomme piémontaise (en italien, toma piemontese) est un fromage italien fabriqué dans la région du Piémont. Il s'agit d'un fromage à pâte pressée cuite au lait de vache, cru ou pasteurisé. La tomme piémontaise peut être fabriquée à partir de lait entier ou de lait demi-écrémé, auquel cas elle est qualifiée de demi-grasse (semi grasso en italien). Ce fromage bénéficie d'une appellation d'origine protégée depuis 1996.

## Description
La tomme piémontaise se présente sous forme de tommes de 15 cm à 35 cm de diamètres et 6 cm à 12 cm de hauteur, pesant de 1.8 kg à 9 kg. Le talon est légèrement convexe. Les tommes piémontaises présentent une croute non comestible, élastique et lisse de couleur allant de jaune paille à brun rougeâtre selon l'affinage. La pâte est blanche, souple avec de petits trous diffus. Les tommes faites à partir de lait entier ont un goût plus intense que les tommes semi-grasses, faites à partir de lait demi-écrémé.
La teneur en matière grasse est d'au moins 40% sur extrait sec pour les tommes au lait entier, et d'au moins 20% sur extrait sec pour les tommes semi-grasses.

## Fabrication
Le lait utilisé pour fabriqué la tomme piémontaise doit provenir d'une zone comprenant les provinces de Novare, Verceil, Biella, Turin et Coni ainsi que les communes d'Acqui Terme, Terzo, Bistagno, Ponti et Denice, dans la province d'Alexandrie, et les communes de Monastero Bormida, Roccaverano, Monbaldone, Olmo Gentile et Serole dans la province d'Asti. Le lait provient majoritairement de montagne, même s'il existe une production en plaine.
La fabrication du fromage commence dans les 24h qui suivent la traite (dans les 12h pour le fromage au lait entier). Le lait est chauffé à une température allant de 32°C à 35°C et est caillé par l'ajout de présure de veau. Le lait est brassé lors de l'ajout de  la présure, puis est laissé reposer pendant 30 à 40 minutes, temps au bout duquel le caillage doit être complet. Le caillé ainsi obtenu est alors découpé grossièrement, brassé et chauffé à une température entre 44°C et 48°C afin que le lactosérum se sépare du caillé. Celui-ci est ensuite moulé, pressé, puis laissé égoutter pendant une journée. Les fromages sont alors salés, soit en frottant les faces du fromage avec du gros sel (méthode traditionnelle), soit en les immergeant dans un bain de saumure. Ils sont enfin affinés au minimum 60 jours pour les fromages de plus de 6 kg, et au minimum 15 jours pour les fromages de moins de 6 kg.

## Utilisation
La tomme piémontaise peut se manger telle quelle, comme fromage de table, après avoir retiré la croûte. Elle est aussi souvent utilisée en cuisine dans de nombreux plats tels que pâtes, polente, risottos ou soufflés.